# HD 112570
HD 112570 — одиночная звезда в созвездии Гончих Псов на расстоянии около 330 световых лет (около 101 парсек) от Солнца. Визуальная звёздная величина звезды — +6,11m. Возраст звезды определён как около 5,45 млрд лет.
Вокруг звезды обращается, как минимум, одна планета.

## Характеристики
HD 112570 — оранжевая звезда спектрального класса K0III, или K0III-IV, или K0. Масса — около 1,15 солнечной, радиус — около 9,85 солнечного, светимость — около 44,32 солнечной. Эффективная температура — около 5043 K.

## Планетная система
В 2019 году учёными, анализирующими данные проектов Hipparcos и Gaia, у звезды обнаружена планета HIP 63211 c.
В 2023 году группой астрономов было объявлено об открытии планеты HD 112570 b.